# Келкозеро
Келкозеро — пресноводное озеро на территории Куганаволокского сельского поселения Пудожского района Республики Карелии.

## Общие сведения
Площадь озера — 7,2 км², площадь водосборного бассейна — 232 км². Располагается на высоте 140,2 метров над уровнем моря.
Форма озера лопастная, продолговатая: оно почти на пять километров вытянуто с северо-запада на юго-восток. Берега каменисто-песчаные, местами заболоченные.
Из юго-восточной оконечности озера вытекает река Келка, в верхнем течении принимающая правый приток из Пильмасозера и впадающая в Водлозеро.
В северо-западную оконечность Келкозера впадает река Укша, несущая воды озёр Буче-Ланда, Укшозера и Немозера.
В озере расположено не менее четырёх островов различной площади. Три из них имет название: Кайгостров (самый крупный), Синицынский и Ямный.
Населённые пункты и автодороги вблизи водоёма отсутствуют.
Код объекта в государственном водном реестре — 01040100411102000019090.